# Miejski Klub Sportowy Kalisz 2021-2022 (pallavolo)
Questa voce raccoglie le informazioni riguardanti il Miejski Klub Sportowy Kalisz nelle competizioni ufficiali della stagione 2021-2022.

## Organigramma societario
Area direttiva
- Presidente: Błażej Wojtyła

Area tecnica
- Allenatore: Jacek Pasiński
- Allenatore in seconda: Maciej Tietianiec

## Rosa
| N° | Nome                | Ruolo | Data di nascita  | Nazionalità sportiva |
| -- | ------------------- | ----- | ---------------- | -------------------- |
| 2  | Ewa Kwiatkowska     | C     | 12 aprile 1986   | Polonia              |
| 3  | Karolina Drużkowska | S     | 6 marzo 2002     | Polonia              |
| 8  | Ewelina Krzywicka   | S     | 10 agosto 1992   | Polonia              |
| 9  | Oriana Miechowicz   | O     | 19 luglio 1994   | Polonia              |
| 10 | Klara Kempfi        | P     | 26 giugno 2005   | Polonia              |
| 11 | Justyna Łukasik     | C     | 27 gennaio 1993  | Polonia              |
| 12 | Monika Bociek       | O     | 6 aprile 1996    | Polonia              |
| 13 | Emilia Mucha        | S     | 7 dicembre 1993  | Polonia              |
| 14 | Aleksandra Cygan    | C     | 9 aprile 1997    | Polonia              |
| 15 | Kinga Wysokińska    | L     | 25 dicembre 1997 | Polonia              |
| 16 | Oliwia Bałuk        | L     | 17 maggio 2000   | Polonia              |
| 18 | Aleksandra Dudek    | S     | 18 gennaio 1997  | Polonia              |
| 21 | Sonia Kubacka       | C     | 27 febbraio 1996 | Polonia              |
| 22 | Sylwia Kucharska    | P     | 8 novembre 1995  | Polonia              |
| 23 | Natalia Gajewska    | P     | 24 maggio 1994   | Polonia              |